# Гомероведение

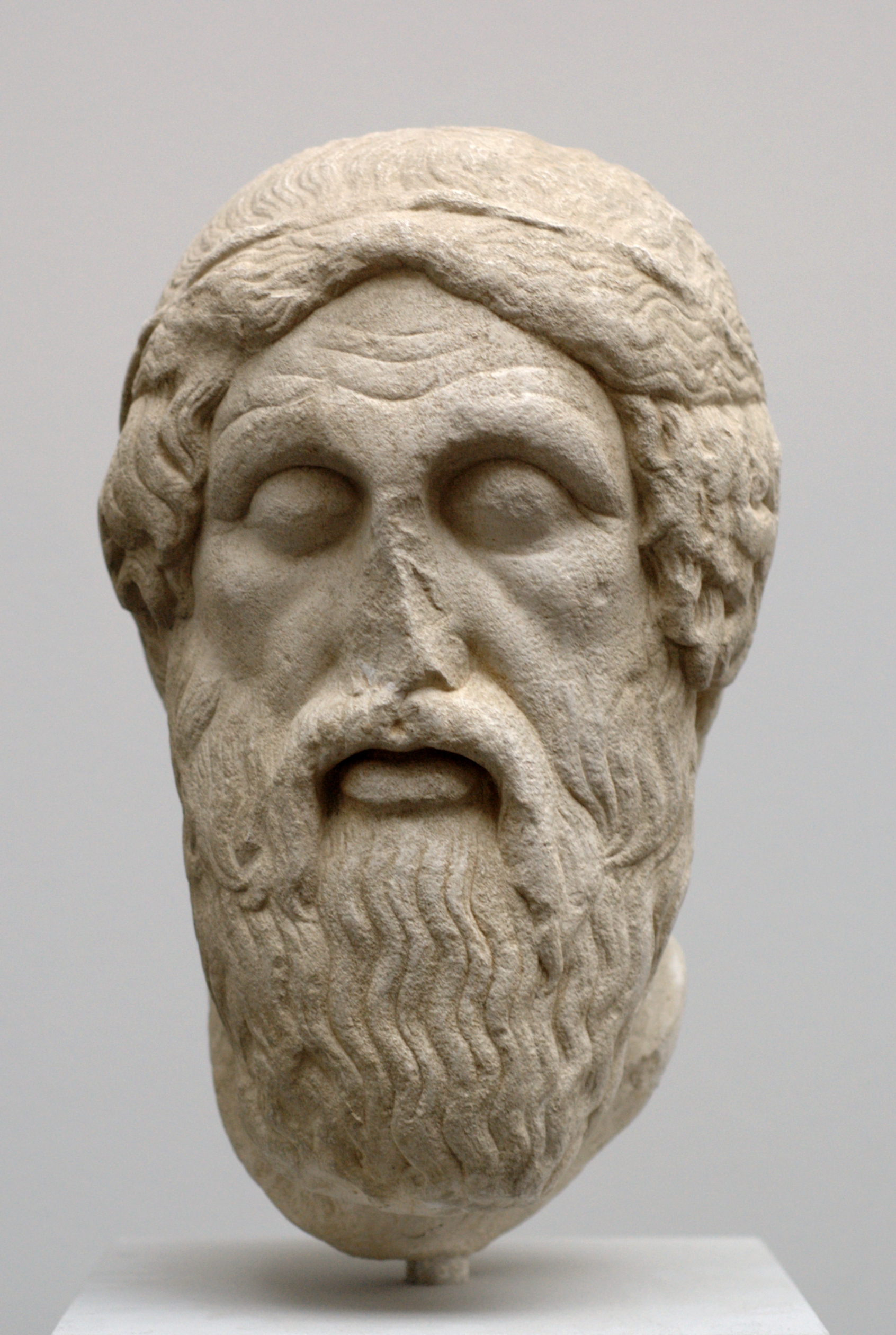
Гомер (около 460 до н. э.)

Гомероведение — субдисциплина классической филологии, эллинистики, посвященная изучению творчества легендарного древнегреческого поэта Гомера, и в особенности обозначаемых его авторством двух первых европейских эпических поэм «Илиады» и «Одиссеи». В центре гомероведения указывается так называемый «гомеровский вопрос» — о совокупности проблем, относящихся к авторству упомянутых поэм и личности Гомера.
К исследованиям поэм приступили уже в античную эпоху. 
В XVII–XVIII вв. заметно вырос интерес к их изучению; конец последнего века стал плодотворным временем для изучения Гомера. Важный этап в гомероведении начался после выхода в 1795 г. называемой знаменитой работой, немецкого ученого Ф. А. Вольфа «Введение к Гомеру» («Пролегомены к Гомеру») — по преимущественному современному мнению, открывшей путь строго научному изучению текста гомеровских поэм. 
Революцию в гомероведении середины ХХ в. произвела рецепция формульной теории Милмана Пэрри и Альберта Лорда.
Шведским ученым М. Нильсоном ныне доказана связь гомеровских поэм с Микенской эпохой, ее материальной культурой.